# Roberto Amadio
Roberto Amadio (nascido em 10 de julho de 1963) é um diretor esportivo e ex-ciclista de pista e estrada italiano. Profissional de 1985 a 1989, ele foi o campeão mundial na perseguição por equipes em 1985. Também competiu na mesma prova nos Jogos Olímpicos de 1984, em Los Angeles.